# شفرسهایم
شفرسهایم (به فرانسوی: Schaeffersheim) یک کمون در فرانسه با جمعیت ۸۰۱ نفر است که در Canton of Erstein واقع شده‌است.